# Helsinki-86
Helsinki-86 (lettisk: Cilvēktiesību aizstāvības grupa "Helsinki-86", Menneskerettighedsforsvarsgruppen Helsinki-86) etableredes i juli 1986 i den lettiske havneby Liepāja af tre arbejdere: Linards Grantiņš, Raimonds Bitenieks og Mārtiņš Bariss. Navnet henviser til Helsingfors-erklæringen og året for gruppens etablering. Helsinki-86 var den første åbenlyst anti-kommunistiske organisation, men også den første åbenlyst organiserede modstand mod det sovjetiske regime, i det tidligere Sovjetunionen, og satte et eksempel for andre etniske minoriteters pro-uafhængighedsbevægelser.

## Den syngende Revolution
Helsinki-86 var en vigtig tidlig medvirkende til "Den syngende Revolution" i Letland, hvor landet efterfølgende genvandt sin uafhængighed fra Sovjetunionen. I begyndelsen af 1988 var der næsten tyve medlemmer af Helsinki-86. De mest fremtrædende blandt dem, bortset fra de stiftende medlemmer var Rolands Silaraups, Konstantins Pupurs, Juris Vidiņš, Juris Ziemelis, Alfreds Zariņš, Heino Lāma og Edmunds Cirvelis. I midten af 1988 var nogle af de mest aktive medlemmer blevet udvist af de sovjetiske myndigheder.
Den 14. juni 1987 afholdt gruppen den første fredelige anti-kommunistiske demonstration med en sædvanlig placering af blomster ved foden af Frihedsmonumentet i den lettiske hovedstad Riga. Denne begivenhed markerede et vendepunkt for genfødslen af nationalt mod og selvtillid i Letland.
Den 23. august 1987 afholdt gruppen en protest-demonstration mod Molotov-Ribbentrop-pagten, der blandt mange andre historiske begivenheder resulterede i den sovjetiske besættelse af Letland i 1940. Historisk set blev den lettiske uafhængighedsdag fejret for første gang under den sovjetiske besættelse den 18. november 1987.
Den 25. marts 1988 kaldte gruppen det lettiske folk til at samles ved Frihedsmonumentet i Riga for at mindes ofrene for den sovjetiske terror. På denne dag stod det klart, at ledelsen for pro-uafhængighed begyndte en gradvis overgang af indflydelse fra Helsinki-86 til moderate lettiske kommunister og nationalt fremtrædende figurer, som åbent inviterede lettiske borgere for første gang at komme i større skarer til et andet sted i Riga: kirkegården for faldne soldater.
Den 14. juni 1988 fremviste Helsinki-86 for første gang siden den sovjetiske besættelse åbent det lettiske nationale rødbrun-hvide-rødbrune flag i Rigas gader.